# Мъглен (село)
Вижте пояснителната страница за други значения на Мъглен.
Мъ̀глен е село в Югоизточна България, община Айтос, област Бургас.

## География
Село Мъглен се намира в североизточната част на общината, около 10 km на изток-североизток от общинския център град Айтос и 25 km на север-северозапад от областния център град Бургас. Разположено е на височината Картал в Айтоската планина, Източна Стара планина. Надморската височина при сградата на кметството е около 301 m, в северния край нараства до около 320 – 325 m, а на юг намалява до 280 – 290 m. Общинският път през Мъглен води на югозапад към Айтос, а на североизток – към село Черна могила и нататък към села в община Поморие.
В землището на Мъглен към януари 2020 г. има регистрирани 5 малки язовира (микроязовира).
Климатът е преходноконтинентален, в землището преобладават смолници и канелени почви. Произвеждат се в големи количества пшеница и тютюн, развиват се лозарство, овощарство, зеленчукопроизводство, многоотраслово животновъдство.

## История
В околностите на Мъглен са намерени останки от тракийски пещи за желязо. Сведение за селото има в османотурски регистри от 1676 г. и 1731 г. под името Чим Халил.
След края на Руско-турската война 1877 – 1878 г., по Берлинския договор село Караново остава на територията на Източна Румелия. От 1885 г. – след Съединението, то се намира в България с името Чимал. Преименувано е на Мъглен през 1934 г.
Читалището в село Мъглен е създадено през 1929 г. Будни учители и местни младежи, водени от родолюбиви чувства, започват да развиват културна и просветна дейност в малка стая, собственост на кметството. Сградата на читалището е построена през 1968 г. Читалището става културно средище със салон с двеста места, читалня, библиотека и гримьорна. През годините то развива многостранна дейност – библиотечна, информационна, културно – творческа, лекционно – просветна, социална. Библиотеката е създадена още при основаването на читалището; тя разполага с над 6520 тома литература и много периодични издания. През 2011 г. читалището в Мъглен печели проект по програма „Глобални библиотеки в България“ и си осигурява набор от компютри и Интернет за децата и младите хора в селото.
От периода 1948 – 1958 г. в Държавния архив – Бургас се съхраняват документи на/за Трудово кооперативно земеделско стопанство (ТКЗС) „Щерю Ангелов“ – с. Мъглен, Бургаско, а за периода 1962 – 1996 г. – документи на/за Обединено трудово кооперативно земеделско стопанство (ОТКЗС) „Антон Иванов“ – с. Мъглен, Бургаско. Между 1958 г. и 1962 г. стопанството е в състава на ОТКЗС с център Айтос. В списъка на фондове от масив „C“ на архива за ОТКЗС „Антон Иванов“ – с. Мъглен (фонд 825, Промени в наименованието на фондообразувателя) са посочени – във връзка с промените в наименованието на фондообразувателя и съответните периоди, следните форми, през които ОТКЗС преминава:
- ОТКЗС „Антон Иванов“ – с. Мъглен, Бургаско (1962 – 1978);
- Клоново стопанство – с. Мъглен, Бургаско (1979 – 1983);
- Аграрно-промишлен комплекс (АПК – Айтос, смесена бригада – с. Мъглен, Бургаско) (1984 – 1989);
- Трудово кооперативно земеделско стопанство „Зърнен клас“ – с. Мъглен, Бургаско (1990 – 1991);
- Земеделска производителна кооперация „Зърнен клас“ – с. Мъглен, Бургаско (1991 – 1992) и последно
- Ликвидационен съвет на Земеделска производителна кооперация „Зърнен клас“ – с. Мъглен, Бургаско (1992 – 1995).

## Население
Населението на село Мъглен наброява 1268 души към 1934 г., поради миграция търпи в следващите години низходящи и възходящи промени на числеността, достига максимума 1344 към 1985 г. – след като през 1976 г. присъединява село Мостино, и към 2018 г. наброява 1270 души (по текущата демографска статистика за населението).

### Етнически състав
Преброяване на населението през 2011 г.
Численост и дял на етническите групи според преброяването на населението през 2011 г.:
|                     | Численост |
| Общо                | 1249      |
| Българи             | 41        |
| Турци               | 832       |
| Цигани              | 266       |
| Други               | -         |
| Не се самоопределят | 11        |
| Неотговорили        | 99        |

## Обществени институции
В Мъглен функционират към 2020 г. общинското основно училище „Христо Ботев“, читалището „Пробуда – 1929 г.“, Земеделската кооперация за производство и услуги (ЗКПУ) – Мъглен, както и джамията, посещавана от мюсюлманите в селото.

## Културни и природни забележителности
- На стената на кметството има паметна плоча от черен мрамор, посветена на загиналите в Балканската и Първата световна войни, с монтиран метален кръст за храброст и гравиран надпис: „ЗАГИНАЛИ за РОДИНАТА отъ с. Мъгленъ ок. Айтоска“; „СЛАВА на ГЕРОИТҍ“; има списък на загиналите;[15]
- Паметник на Щерю Ангелов в центъра на селото;
- Бункер[16], построен по време на Втората световна война.

## Личности
Родени в Мъглен
- Щерю Ангелов
- Георги Гроздев
- Д-р Акиф Али Шабан, специалист по кардиология към УМБАЛСМ „Н.И. Пирогов“; завършил медицина в Казахстан през 2007 г., възпитаник на руската школа в медицината[17][18].